# 少花风毛菊
少花风毛菊（学名：Saussurea oligantha）为菊科风毛菊属的植物，是中国的特有植物。分布在中国大陆的四川、陕西、湖北、甘肃等地，生长于海拔1,300米至2,900米的地区，常生长在山谷林缘、山坡及林下，目前尚未由人工引种栽培。
少花风毛菊是一种高40至70厘米的草本植物。茎直立，纤细，基本上没有毛或者只有非常短和稀疏的毛。叶子呈心状，长5至11厘米，差不多同样宽。叶子的边上有不规则的齿。叶子上也基本上没有毛。叶脉很明显，在叶子的正面下凹，背面突起。

## 异名
- Saussurea oligantha Franch. var. oligolepis (Ling) X. Y. Wu
- Saussurea oligantha Franch. var. parvifolia Ling